# Transformers - La vendetta del caduto (videogioco)
Transformers - La vendetta del caduto è un videogioco del 2009 di genere sparatutto in terza persona, basato sull'omonimo film di Michael Bay. Le versioni per Xbox 360 e PlayStation 3 sono state sviluppate da Luxoflux, e convertite per PC da Beenox. Le versioni per PlayStation 2 e Wii sono state sviluppate da Krome Studios, mentre quella per PlayStation Portable da Savage Entertainment. Il gioco è stato pubblicato il 23 giugno del 2009, un giorno prima dell'uscita del film omonimo negli Stati Uniti. In Australia è stato pubblicato il giorno successivo, infine è uscito in Europa nel 26 giugno del 2009.
Le varie versioni del gioco seguono liberamente la trama della propria controparte cinematografica. Le versioni per PC, PS3 e Xbox 360 dispongono di una doppia modalità campagna, in cui si può scegliere se stare dalla parte degli Autobot o dei Decepticon, svolgendo le relative missioni. Le versioni per PS2 e Wii combinano le storie delle due fazioni in un'unica campagna, che si alterna tra eroi ed antagonisti. Transformers La vendetta del caduto: Autobots e Transformers La vendetta del caduto: Decepticons sono le versioni per Nintendo DS di tale videogioco, sviluppate da Vicarious Visions. Similmente ai precedenti Transformers Autobots e Transformers Decepticons, la versione DS è divisa in due giochi distinti: nel primo si segue la prospettiva degli eroi, mentre nel secondo quella dei malvagi.
La vendetta del caduto ha ricevuto recensioni miste sui sistemi PlayStation 3 e Xbox 360, ottenendo un 64% da GameRankings e un 61% da Metacritic. Le versioni per PlayStation 2 e Wii hanno ottenuto una valutazione peggiore, rispettivamente il 46% e il 53% da GameRankings. Le due versioni per DS sono state valutate leggermente meglio, con un voto del 67% per Autobots e del 69% per Decepticons da parte di GameRankings.

## Modalità di gioco
Come per Transformers: The Game, La vendetta del caduto dispone di due campagne distinte, la prima che riproduce le azioni del Autobot, mentre la seconda quelle dei Decepticon. Il gioco si muove sulla trama del film omonimo, aggiungendovi nuove missioni e personaggi. A differenza del suo predecessore, La vendetta del caduto dispone di una progressione delle missioni non lineare: questo permette al giocatore di scegliere le missioni che vorrebbe svolgere e dove, al fine di favorire ulteriormente la storia.
Il multigiocatore presenta cinque modalità diverse:
- Deathmatch - permette ai giocatori di scegliere qualsiasi personaggio per una battaglia tutti contro tutti;
- Team Deathmatch - consiste in una battaglia Autobot vs Decepticons;
- Control Points - è caratterizzato da un gameplay simile alla serie di Star Wars: Battlefront, in cui delle squadre combattono per il controllo di aree specifiche, in modo da guadagnare punti;
- One Shall Stand - è simile al Team Deathmatch: la differenza è che l'obiettivo del giocatore è eliminare il leader nemico (Optimus Prime o Megatron), mentre si deve proteggere il proprio;
- Battle for the Shards - è l'ultima delle modalità ed ha un gameplay molto simile a quello di Capture the Flag; consiste in squadre alla ricerca dei cocci di AllSpark, che hanno lo scopo di portarli alla loro base per guadagnare punti.

## Curiosità
Come nel gioco precedente Frank Welker, dà la voce a Megatron nonostante nel film il doppiatore del leader dei Decepticon è Hugo Weaving.